# Ayo Edebiri
Ayo Edebiri (Boston, Estats Units d'Amèrica, 3 d'octubre de 1995) és una còmica, guionista, productora i actriu nord-americana. Va aparèixer a Up Next de Comedy Central i copresenta el podcast Iconography amb Olivia Craighead. Edebiri és més coneguda per donar veu a Missy a Big Mouth (2020-present) i pels seus papers a The Bear (2022-present) i Abbott Elementary (2023-present).

## Carrera
Nascuda a Boston, la seva mare va emigrar de Barbados i el seu pare va emigrar de Nigèria. Edebiri es va interessar per la comèdia a través de la classe de drama de vuitè grau, després de la qual cosa es va unir al club d'improvisació de la Boston Latin School. Va estudiar a la Universitat de Nova York, on es va llicenciar en Ensenyament. Quan era jove a la universitat, va començar a preparar-se per seguir una carrera en la comèdia i es va internar a la Upright Citizens Brigade.

### Cine i televisió
Edebiri ha treballat de comediant de stand-up an Up Next de Comedy Central.75 La seva sèrie digital Ayo and Rachel Are Single va començar a transmetre's a la xarxa el maig de 2020, coescrita i coprotagonizada amb la seva amiga i col·lega comediant Rachel Sennott.
Va ser guionista de televisió i va escriure per a les úniques temporadas de The Rundown with Robin Thede i Sunnyside de la cadena NBC i per a Big Mouth de Netflix. Va substituir Jenny Slate en la veu del personatge de Missy el 2020. Edebiri també va fer de guinosta i actriu en la segona temporada de Dickinson a Apple TV+.El 2022 va fer un paper secundari a la pel·lícaula Hello, Goodbye, and Everything in Between.
L'any 2022, Ayo Edebiri va arribar a un major públic com a membre principal del repartiment de la serie de comedia The Bear. Va rebre el premi Independent Spirit i nominacions als Premis Gotham i els Premis de la Crítica Cinematográfica per la seva interpretació de Sydney Adamu, una xef jove i ambiciosa.
Els seus projectes més recents inclouen coproduir i escriure per a Mulligan, una sèrie animada per a Netflix, el 26 d'ener de 2023, s'anuncià que interpretartia un personatge a la pel·lícula Thunderbolts de Marvel a la pel·lícula, i el paper de Ham, a l'especial interactiu We Lost Our Human, també per a Netflix. També protagonitza la pel·lícula de les Tortugues Ninja Teenage Mutant Nina Turtles: Mutant Mayhem que s'estrenà el 2 d'agost als ESTats Units.

### Altres treballs
Edebiri és coautora d'un podcast anomenat Iconography amb Olivia Craighead que presenta entrevistes amb invitats en converses sobre les seves ícones personals compartides.5 El podcast es produït per Forever Dog i la segona temporada es va emmetre el 2020.
Ha donat suport als Socialistes Democràtics d'América.